# マリアに倣いて
『マリアに倣いて』（マリアにならいて、De Imitatione Mariae）は、『キリストに倣いて』（キリストにならいて、De imitatione Christi）の姉妹編ともいわれている本である。トマス・ア・ケンピスの著作の中から聖母信心に関係する文章を編集したものである。

## 概要
「マリアに倣いて」は、パリ大学の神学・哲学博士、アルバン・デ・チガラにより編集された本である。
ケンピスの著作の中から、「キリストに倣いて」のように詩的でリズミカルな文体で書かれている聖母信心に関係する文章をすべて抜き出し編集されている。ケンピスは多くの著作の中で聖母マリアへの信心について記していた。ケンピスの「キリストに倣いて」の原本を書写していた人物は、その第4巻が未完成の状態で残されていたため、ケンピスの数多くの著作の中から聖母信心に関する箇所の整理をどのようにすればよいのか判断できなかったとされる。

## 構成
- 第1部　喜びの玄義
- 第2部　苦しみの玄義
- 第3部　栄えの玄義[2][3]

(「教え」と｢黙想」の箇所は、編者が加えたものである。)